# Exposition de Stockholm de 1930
L'Exposition de Stockholm de 1930 (en suédois : Stockholmsutställningen 1930) fut une exposition nationale d'architecture, de design et d'artisanat qui fit à Stockholm la promotion du Fonctionnalisme. Elle fut instiguée par le Svenska Slöjdföreningen et la municipalité de Stockholm. Elle dura du 16 mai au 29 septembre 1930 et accueillit près de quatre millions de visiteurs.

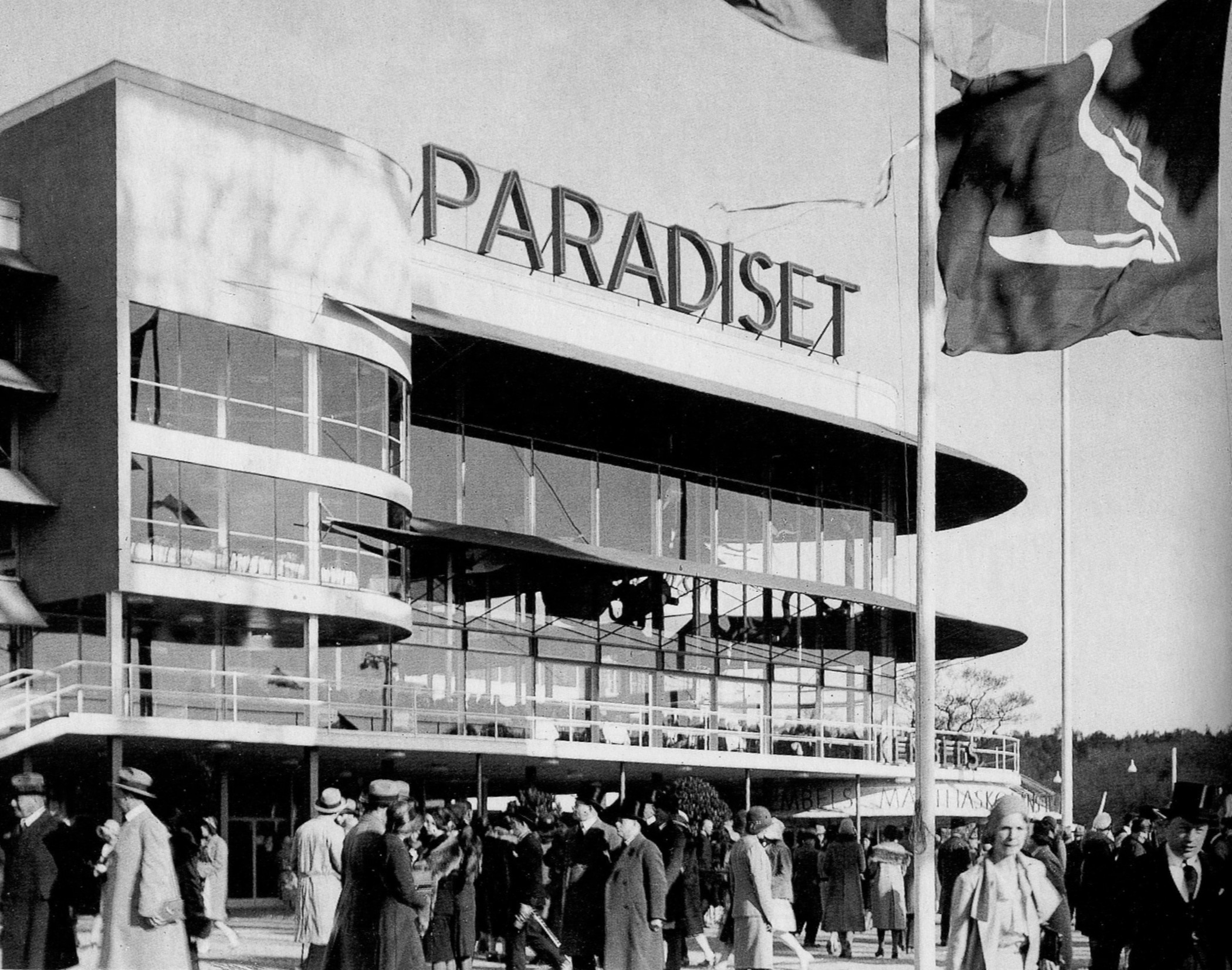
Stockholmsutställningen 1930, le restaurant « Paradiset »

## Le contexte
En 1928, le Svenska Slöjdföreningen (aujourd'hui Svensk Form) proposa qu'une grande exposition ait lieu à Stockholm en 1930. On voulait y montrer ce que l'Europe et les États-Unis connaissaient déjà dans le domaine de l'artisanat contemporain, du design et des produits industriels. Avec le soutien de la ville et du Svenska Slöjdföreningen, l'historien de l'art Gregor Paulsson allait concrétiser l'exposition. Alors que pendant un moment le nom de Le Corbusier fut avancé comme architecte en chef de l'exposition, mais sa connaissance des linéaments du pays étant trop faible, ce fut finalement l'architecte Gunnar Asplund qui s'attela à cette mission.

## Le Fonctionnalisme des années 1930 en Suède
La percée du Fonctionnalisme en Suède arriva tardivement et pratiquement uniquement à travers l'exposition de Stockholm de 1930. À ce moment-là, ces courants artistiques existaient depuis longtemps en Europe – avec ses figures de proue comme le suisse Le Corbusier, Vladimir Tatline et ses projets radicaux en Union soviétique et Walter Gropius en Allemagne, à la tête de l'école du Bauhaus.
La version suédoise du Fonctionnalisme, selon l'interprétation de Gunnar Asplund, était plus molle et plus accommodante, contrairement au reste de l'Europe où les idées socialisantes vers lesquelles tendaient ce mouvement architectural ne souffraient d'aucune compromission. En Suède on ne voulait pas faire de cette architecture nouvelle une question politique et idéologique.

## Réalisation
L'exposition se tint au sud du parc Djurgården, à côté du jardin Djurgårdsbrunnsviken.

## Illustrations
Images tirées des archives du Svensk Form, dont trois photos du photographe Gustaf W. Cronquist.

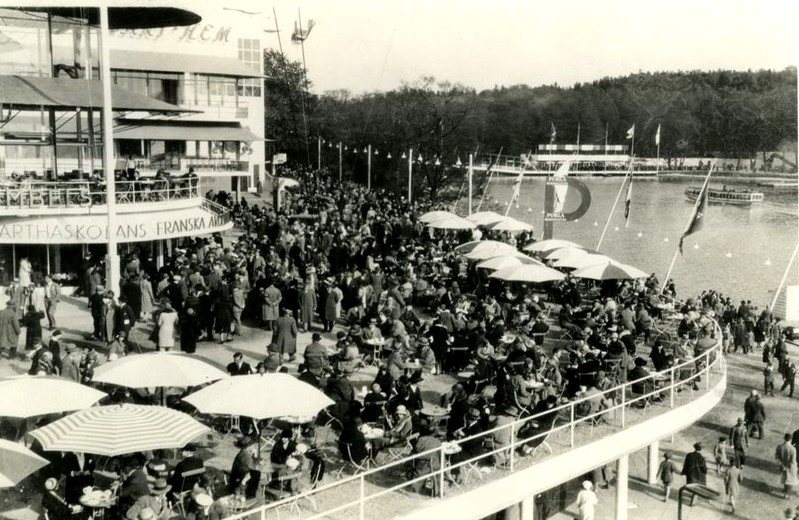
Entrée du restaurant
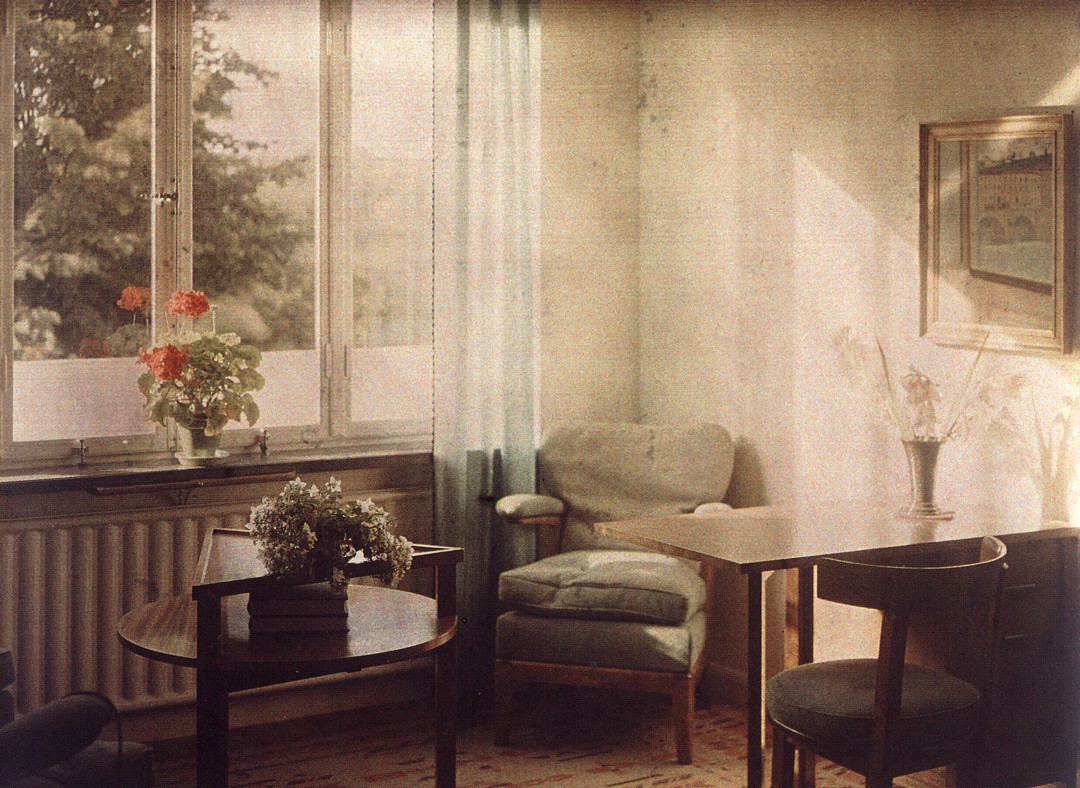
Appartement modèle n°4
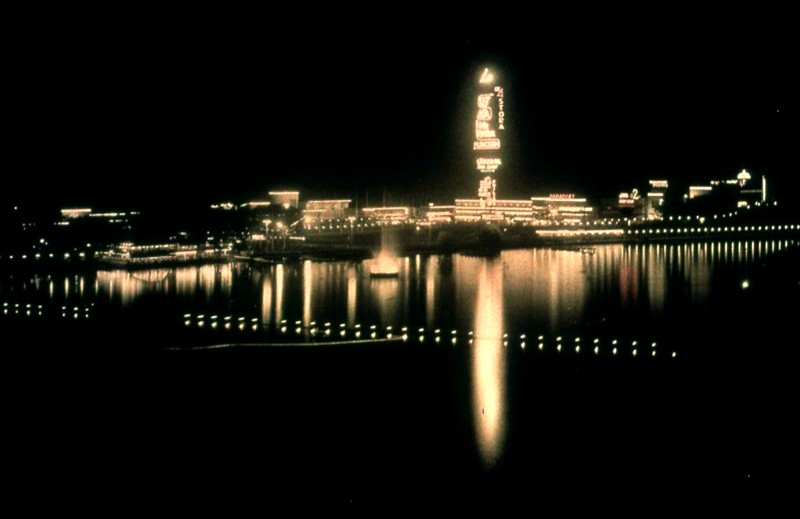
La lumière comme moyen d'expression
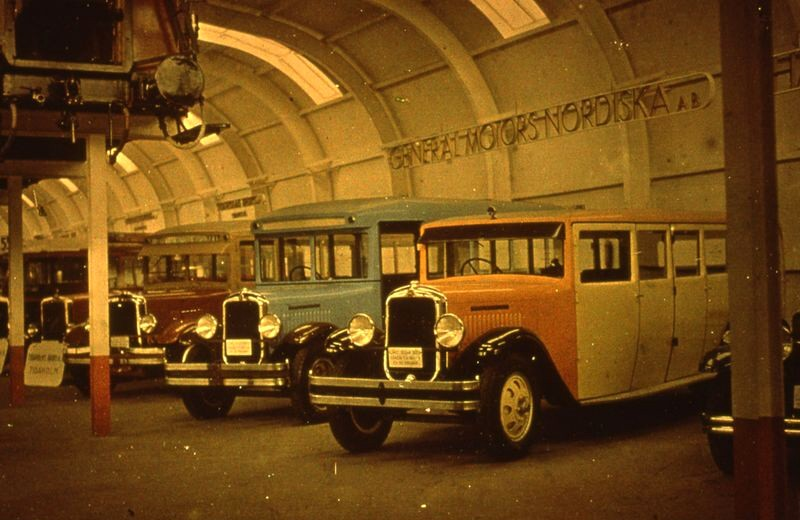
Bus Sigurd Lewerentz